# Койран
Койран (др.-греч. Κοίρανος; IV век до н. э.) — приближённый Александра Македонского, ведавший финансами.

## Биография
Койран был родом из города Берои, расположенного в Нижней Македонии. Он сопровождал Александра Македонского в его походе в Азию.
Незадолго до битвы при Иссе, произошедшей в 333 году до н. э., от Александра в Грецию бежал друг его детства Гарпал, являвшийся казначеем. Царь разделил его полномочия между Койраном и Филоксеном. Однако, например, Э. Бэдиан полагал, что эти события произошли несколько раньше.
После прощения и возвращения Гарпала в 331 году до н. э. Койрану были поручены финансовые функции в Финикии. Э. Бэдиан указывал, что раз финикийские города напрямую не управлялись сатрапами Александра, то нуждались в особом посреднике для сбора и передачи налогов в царскую казну.